# Rudolf Karas
Rudolf Karas (27. října 1930 Bukurešť – 1977) byl český houslista a skladatel.

## Život
Narodil se v Bukurešti. Jeho otec byl učitel. Krátce po narození se s rodiči vrátil do Čech. Základní vzdělání získal v Kladně a pokračoval na Pražské konzervatoři studiem hry na housle a skladby.
Po absolvování školy se stal houslistou v orchestru Armádního uměleckého souboru Víta Nejedlého. Od roku 1955 byl členem Filmového symfonického orchestru (FISYO).

## Dílo

### Orchestrální skladby
- Symfonieta pro smyčcový orchestr op. 4 (1951)
- Concerto pro housle a orchestr op. 5 (1953)
- Koncert pro violoncello a orchestr op. 9
- Koncert pro flétnu a orchestr op.11 (1961)
- Tři české tance (1956)
- Májový déšť
- Symfonie

### Komorní skladby
- Suita pro hoboj a harfu
- Sonáta pro housle a klavír
- Smyčcové kvartety (op.3, 1950; op.6, 1954)